# トリケ族
トリケ族（トリケぞく、Trique）は、メキシコに住む少数民族。

## 居住地
メキシコ、オアハカ州の山地、森林に住んでいる。一室住居の密集した町に住むのがほとんどである。山地のトリケ族は、広々とした放牧場に家を建てて暮らす。

## 歴史
昔から白人、メスチーソとの間に紛争が絶えなかった。1956年、兵士数名を殺したトリケ族部落をメキシコ軍の航空機が爆撃して以来、彼らの住む地方に正規軍が配備されている。

## 生活
農業と、野ブタ、シカ、ハト、ウサギ、リスの狩猟によって生活している。主食はトウモロコシ、豆類。また、ある種のクモ、アリ、カエル、カブトムシの類、バッタも食べる。